# 20164 Janzajíc
20164 Janzajíc è un asteroide della fascia principale. Scoperto nel 1996, presenta un'orbita caratterizzata da un semiasse maggiore pari a 2,2449792 UA e da un'eccentricità di 0,1518389, inclinata di 4,88951° rispetto all'eclittica.